# Epiplema cassera
Epiplema cassera är en fjärilsart som beskrevs av Druce 1892. Epiplema cassera ingår i släktet Epiplema och familjen Uraniidae. Inga underarter finns listade i Catalogue of Life.